# المسلخ البلدي (نابلس)
المسلخ البلدي هو مسلخ تابع لبلدية نابلس في أقصى الجهة الشرقية من المدينة، يعمل على توفير اللحوم الحمراء الصالحة للأكل لسكان مدينة نابلس ويعمل في هذا القسم 64 موظفا يقومون بالعديد من المهام التي من أهمها:
أولا: استلام الحيوانات الحية من القصابين من عجول وخراف واغنام ومن ثم وضعها في زرائب خاصة من أجل مراقبة وضعها الصحي.
ثانيا: يتم بعد ذلك ذبح هذه المواشي ومن ثم معاينتها من قبل طبيب المسلخ حيث يتم ختم لحوم الحيوانات الصغيرة باللون الأزرق بينما يتم ختم لحوم الحيوانات الكبيرة باللون الأحمر حتى يتسنى للمواطنين التمييز بينهما.
ثالثا: اما الخطوة التالية فتتمثل بوضع هذه اللحوم في ثلاجة المسلخ لمدة 15 ساعة من أجل قتل الجراثيم التي تموت تحت درجة حرارة منخفضة، وبعد ذلك يتم توزيعها على القصابين الذين يبيعونها للمواطنين.
رابعا: ومن المهام الأخرى لهذا القسم الحيوي القيام بجولات تفتيش على محلات بيع اللحوم من أجل التاكد من جودة هذه اللحوم قبل بيعها للمواطنين.

## وصلات خارجية
- تشريعات الذبح في مسلخ نابلس البلدي